# Summer Solstice
Summer Solstice est un téléfilm américain réalisé par Ralph Rosenblum, diffusé en 1981.
Il s'agit de la dernière apparition à l'écran d'Henry Fonda ainsi que de Myrna Loy.

## Distribution
- Henry Fonda : Joshua
- Myrna Loy : Margaret
- Stephen Collins : Josh
- Lindsay Crouse : Maggie
- Thomas Ruisinger : M. Burnside
- Jo Henderson : Mme Burnside